# Elezioni regionali in Umbria del 2000
Le elezioni regionali italiane del 2000 in Umbria si sono tenute il 16 aprile. Esse hanno visto la vittoria di  Maria Rita Lorenzetti, sostenuta dal centro-sinistra, che ha sconfitto il candidato della Casa delle Libertà, Maurizio Ronconi.

## Risultati
| Candidati                                                       | Candidati                                                       | Voti                                                            | %     | Liste                              | Voti    | %     | Seggi |
| --------------------------------------------------------------- | --------------------------------------------------------------- | --------------------------------------------------------------- | ----- | ---------------------------------- | ------- | ----- | ----- |
|                                                                 | Maria Rita Lorenzetti (Lorenzetti per l'Umbria) ✔️ Presidente   | 286 588                                                         | 56,41 | Democratici di Sinistra            | 154 461 | 32,05 | 8     |
| Partito della Rifondazione Comunista                            | Maria Rita Lorenzetti (Lorenzetti per l'Umbria) ✔️ Presidente   | 286 588                                                         | 56,41 | 36 194                             | 7,51    | 2     |       |
| Partito Popolare Italiano - Partito Repubblicano Italiano       | Maria Rita Lorenzetti (Lorenzetti per l'Umbria) ✔️ Presidente   | 286 588                                                         | 56,41 | 24 863                             | 5,16    | 1     |       |
| Socialisti Democratici Italiani - UDEUR                         | Maria Rita Lorenzetti (Lorenzetti per l'Umbria) ✔️ Presidente   | 286 588                                                         | 56,41 | 23 855                             | 4,95    | 1     |       |
| Partito dei Comunisti Italiani                                  | Maria Rita Lorenzetti (Lorenzetti per l'Umbria) ✔️ Presidente   | 286 588                                                         | 56,41 | 17 021                             | 3,53    | 1     |       |
| I Democratici                                                   | Maria Rita Lorenzetti (Lorenzetti per l'Umbria) ✔️ Presidente   | 286 588                                                         | 56,41 | 15 750                             | 3,27    | 1     |       |
| Federazione dei Verdi                                           | Maria Rita Lorenzetti (Lorenzetti per l'Umbria) ✔️ Presidente   | 286 588                                                         | 56,41 | 7 050                              | 1,46    | –     |       |
| Seggi assegnati alla lista regionale                            | Seggi assegnati alla lista regionale                            | Seggi assegnati alla lista regionale                            | 56,41 | 6                                  |         |       |       |
|                                                                 | Maurizio Ronconi (Per l'Umbria)                                 | 199 215                                                         | 39,21 | Forza Italia                       | 89 475  | 18,56 | 4     |
| Alleanza Nazionale                                              | Maurizio Ronconi (Per l'Umbria)                                 | 199 215                                                         | 39,21 | 74 510                             | 15,46   | 4     |       |
| CCD - CDU                                                       | Maurizio Ronconi (Per l'Umbria)                                 | 199 215                                                         | 39,21 | 22 655                             | 4,70    | 1     |       |
| Lega Nord                                                       | Maurizio Ronconi (Per l'Umbria)                                 | 199 215                                                         | 39,21 | 1 227                              | 0,25    | –     |       |
| Seggio assegnato al candidato presidente classificatosi secondo | Seggio assegnato al candidato presidente classificatosi secondo | Seggio assegnato al candidato presidente classificatosi secondo | 39,21 | 1                                  |         |       |       |
|                                                                 | Carlo Fulvio Maiorca                                            | 12 232                                                          | 2,41  | Movimento Sociale Fiamma Tricolore | 7 078   | 1,47  | –     |
|                                                                 | Elisabetta Chiacchella                                          | 10 034                                                          | 1,97  | Lista Emma Bonino                  | 7 865   | 1,63  | –     |
| Totale                                                          | Totale                                                          | 508 069                                                         | 100   |                                    | 482 004 | 100   | 30    |